# Pandora: The World of Avatar
Vous lisez un « bon article » labellisé en 2017.
Pour les articles homonymes, voir Pandora.
Pandora: The World of Avatar (litt. « Pandora : Le monde d'Avatar ») est une zone thématique dans la partie sud-ouest du parc Disney's Animal Kingdom au Walt Disney World Resort, en Floride. Elle est inspirée de l'exolune fictive Pandora de la franchise cinématographique Avatar de James Cameron. Les principaux éléments qui caractérisent l'univers du film y sont reproduits : les montagnes flottantes, la faune et la flore, ainsi que le phénomène de bioluminescence. D'une taille de presque 5 ha, Pandora: The World of Avatar inclut deux attractions, Na'vi River Journey et Avatar Flight of Passage, en plus des installations habituelles comme les toilettes, les boutiques et les restaurants.
Disney commence le développement de Pandora: The World of Avatar en 2011 conjointement avec James Cameron et sa société de production Lightstorm Entertainment, avec l'intention de transformer Disney's Animal Kingdom en y ajoutant des attractions et des animations nocturnes. La construction débute le 10 janvier 2014 et prend fin en 2017. La zone ouvre officiellement ses portes le 27 mai 2017.

## Historique

### Développement

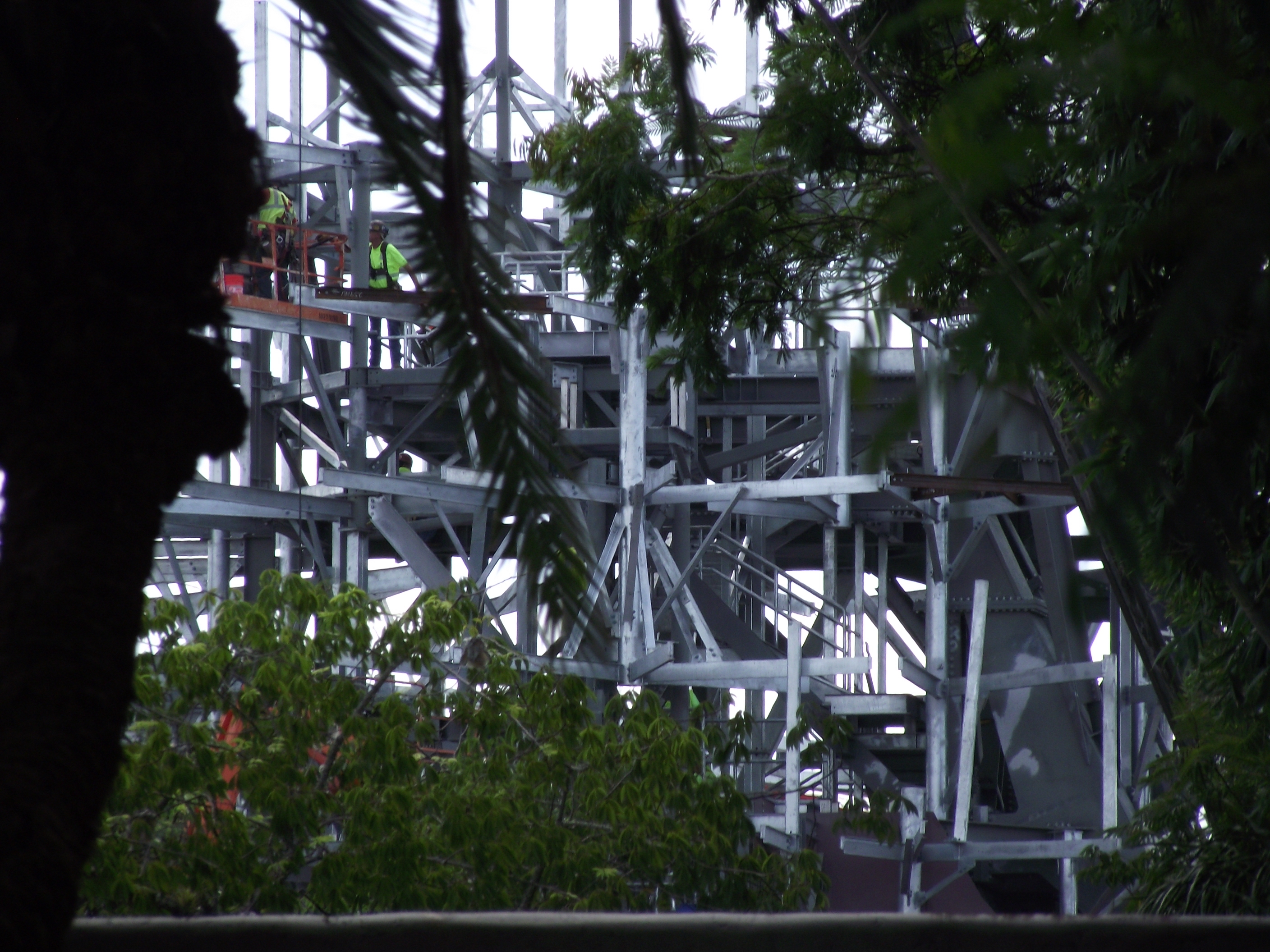
Construction de la structure des montagnes flottantes en juillet 2015.

Au début de l'année 2011, James Cameron est approché par Bob Iger et Tom Staggs, respectivement directeur général et directeur des opérations de la Walt Disney Company, afin d'envisager la construction d'attractions ayant pour thème le film Avatar dans les parcs Disney. Initialement, les discussions portent sur la création d'une attraction aux Disney's Hollywood Studios, avec l'objectif de remplacer le Studio Backlot Tour. Tom Staggs suggère ensuite de dédier une zone entière de Disney's Animal Kingdom à Avatar, cela afin d'augmenter le nombre d'attractions de ce parc. Cameron est surpris par la proposition de Disney, affirmant que Disney est venu le voir avec déjà une intention de construire une zone dédiée à Avatar, alors que lui croyait qu'il ne s'agirait que d'une simple attraction.

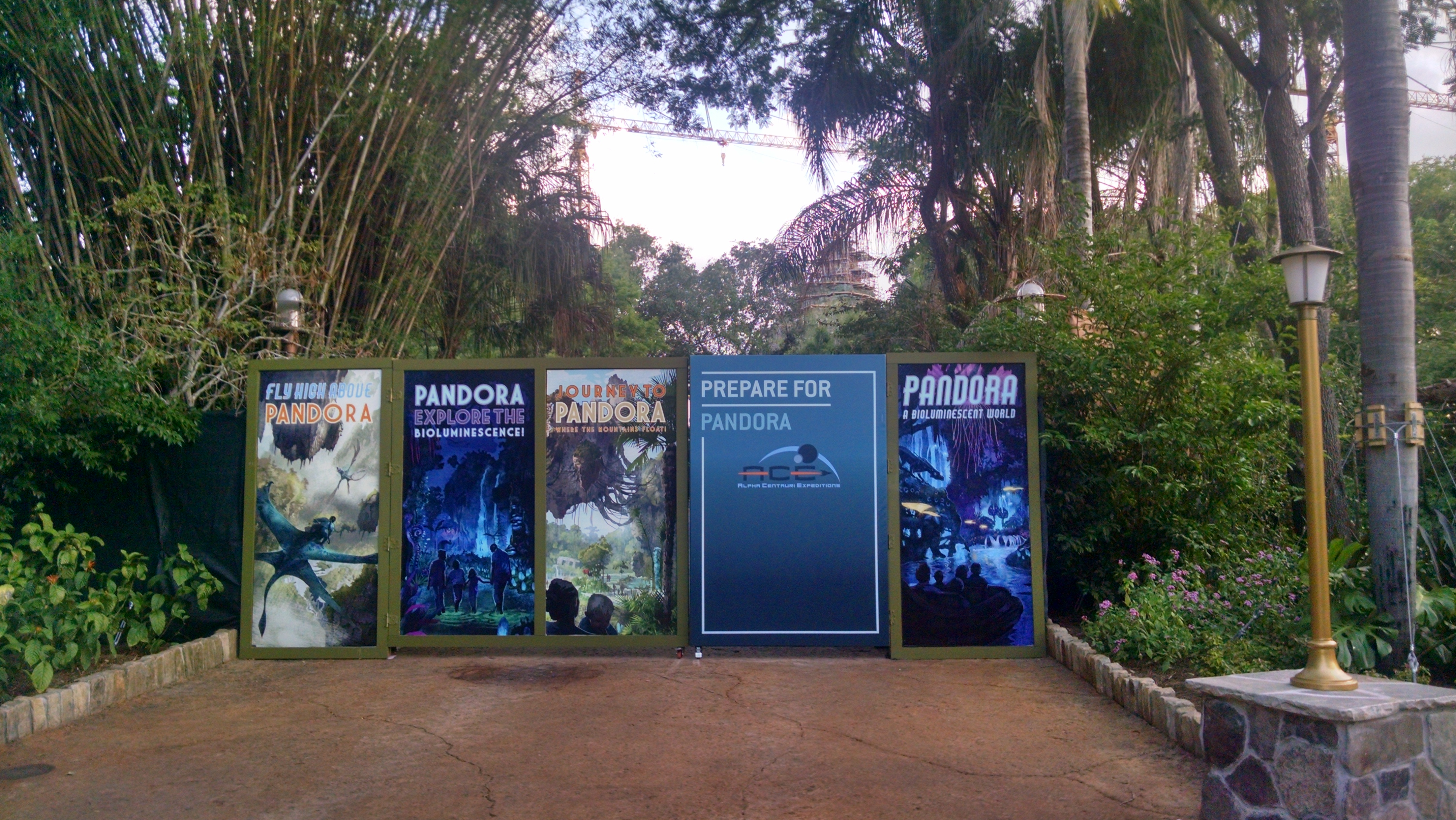
Panneaux annonçant la future zone Pandora en mai 2016.

Le 17 septembre 2011, Disney signe un contrat avec Lightstorm Entertainment et la 20th Century Fox, afin d'obtenir les droits des parcs à thème Avatar dans le monde entier, Disney acceptant de redistribuer une redevance aux deux autres signataires du contrat, ainsi qu'un certain pourcentage sur les objets vendus. Le contrat est officiellement annoncé au public le 20 septembre 2011. Il y est mentionné qu'une zone entière de Disney's Animal Kingdom serait dédiée à l'univers d'Avatar. À part cela, rien de très précis n'y est annoncé : la zone dédiée est décrite comme faisant quelques hectares et le coût est estimé à 400 millions $. Plus tard, le coût des travaux est réévalué à environ 500 millions $.
En octobre 2013, Disney fait une première présentation de la future zone lors de la D23 Expo Japan.

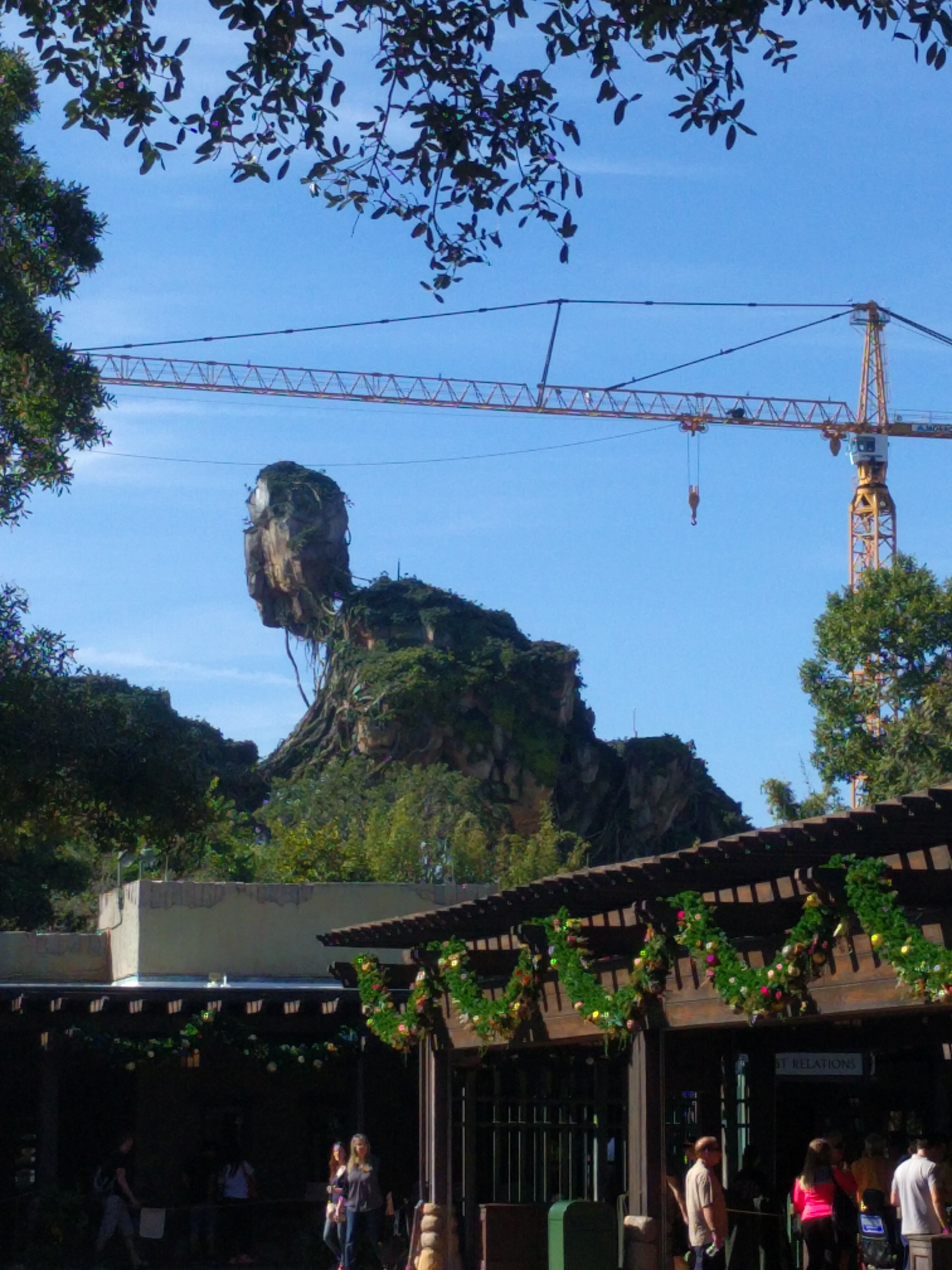
Construction des montagnes flottantes en décembre 2016.

En janvier 2014, les travaux commencent, leur fin étant prévue pour 2016,. Il est alors envisagé que des attractions ayant pour thème le film Avatar voient le jour dans d'autres parc Disney (notamment Disneyland Paris et Hong Kong Disneyland), mais rien n'est prévu dans l'immédiat. Plus tard, la date d'ouverture est repoussée à l'été 2017.
Le 6 novembre 2015, Disney dévoile des détails de la future zone Pandora: The World of Avatar de Disney's Animal Kingdom inspirée du film Avatar, à savoir les attractions Na'vi River Journey, une croisière dans la faune et la flore de Pandora, et Avatar Flight of Passage, qui simulera le rite de passage du vol sur des banshees,.
Le 11 février 2016, un permis de construire pour un bassin de rétention des eaux pluviales donne des détails sur la future attraction Na'vi River Journey et confirme qu'il s'agit d'une croisière fluviale dans un immense bâtiment.
Le 7 février 2017, Disney World annonce la date d'ouverture de Pandora: The World of Avatar pour le 27 mai 2017,,. Le 20 février 2017, Disney World réalise deux publicités pour promouvoir les attractions de la zone.
Le 24 mai 2017, une cérémonie d'inauguration a lieu en présence de Bob Iger (PDG de la Walt Disney Company), James Cameron (réalisateur du film d'origine), Sam Worthington (interprète de Jake Sully), Zoe Saldaña (interprète de Neytiri), Sigourney Weaver (interprète du Dr Grace Augustine) et Stacey Snider (PDG de la 20th Century Fox). La zone ouvre officiellement au public à la date annoncée, le 27 mai.
Le 14 décembre 2017, Disney annonce son rachat de la plupart des actifs de la 21st Century Fox pour la somme de 52,4 milliards $, ce qui ramène de six à cinq le nombre de « majors », les grandes entreprises de cinéma de Hollywood. Parmi les franchises incluses dans le rachat se trouve la franchise Avatar, dont les films et les produits dérivés passent dans le giron de Disney. Disney détient ainsi désormais les droits de tous les éléments fictionnels de Pandora: The World of Avatar.
Le 7 avril 2018, Disney présente un exosquelette mécanique semblable à ceux du film qui pourraient être utilisé dans la zone Pandora: The World of Avatar.

### Conception et création
Pandora: The World of Avatar a été conçue par Walt Disney Imagineering et Lightstorm Entertainment, avec les producteurs James Cameron et Jon Landau en tant que consultants,. L'imaginieur Joe Rohde dirige l'équipe de développement du projet. La zone est construite là où se trouvait le Camp Minnie-Mickey, qui devait à l'origine être une zone consacrées aux animaux mythiques. Plutôt que d'inclure des personnages et des lieux visibles dans le film d'origine, l'équipe décide de mettre l'accent sur les thématiques de conservation et de protection de l'environnement,. Le chef de projet Tim Warzecha décrit la zone comme étant une expérience indépendante du film, avec une mise en valeur du peuple, de l'environnement, de la culture, des animaux et de la beauté du monde. Rohde affirme que le thème du film et son message écologique étaient tout à fait en accord avec les valeurs établies par le parc : « Si vous pensez à la valeur intrinsèque de la nature, la transformation par l'aventure, et à l'appel de l'action, ce sont les valeurs de Disney's Animal Kingdom. Mais si vous les répétez, ce sont les thèmes du film Avatar. Alors Avatar et Animal Kingdom s'emboîteront parfaitement l'un dans l'autre,. » Il déclare également :

« Animal Kingdom est un lieu où le réalisme découle des animaux. Nous voulons vraiment que ce soit le plus réaliste possible, l'immersion complète qui fait partie de la signature de ce parc au sens que ce sont des événements qui vous arrivent vraiment, que c'est votre aventure. Lorsque nous traduisons cela dans le monde d'Avatar, il présente une toute nouvelle série de défis techniques en raison de la nature même de ce monde. »

— Joe Rohde, Orlando Sentinel,
Dans Pandora: The World of Avatar, le visiteur est placé sur Pandora dans un contexte postérieur à l'histoire du film, soit de nombreuses années après le conflit ayant opposé les Na'vi aux hommes de la Resources Development Administration (RDA) qui y extrayaient l'unobtanium,. Dans ce futur imaginaire, Na'vi et humains vivent en paix, et Alpha Centauri Expeditions (ACE), une agence de tourisme de fiction, a signé un partenariat avec la population indigène afin de faire de Pandora une destination pour l'écotourisme et un lieu pour la recherche scientifique. ACE finit par établir la Pandora Conservation Initiative afin de préserver et étudier les espèces natives de Pandora.
En septembre 2011, James Cameron confirme qu'une attraction de simulation de vol est prévue, avec des projections 3D et la présence de créatures visibles dans le film. Pandora: The World of Avatar inclut des éléments du premier film Avatar, ainsi que de ses suites en cours de développement. Joe Rohde admet que la reproduction de l'univers du film dans le monde réel pose des difficultés, Pandora ayant été entièrement générée par des effets spéciaux numériques. Malgré cela, les dessins préparatoires du film ont été adaptés par les équipes de la Walt Disney Imagineering, Rohde expliquant qu'« il n'y avait pas suffisamment de détails dans ces images pour un endroit que vous êtes réellement sur le point de construire »,.
L'un des composants majeurs de Pandora: The World of Avatar est la reconstitution de la Vallée de Mo'ara et de ses montagnes flottantes. Ces dernières, hautes de 48 m, utilisent la perspective forcée afin de paraître plus grandes qu'elles ne le sont réellement, et sont maintenues en l'air par des poutres en acier cachées par de la roche et des lianes. Les designers sont envoyés au parc forestier national de Zhangjiajie, en Chine, pour étudier les pics de la région de Wulingyuan qui ont inspiré les décors du film, ainsi qu'à Hawaï pour réaliser des études sur les feuillages. Les fondations métalliques des montagnes flottantes nécessitent un an de travaux.

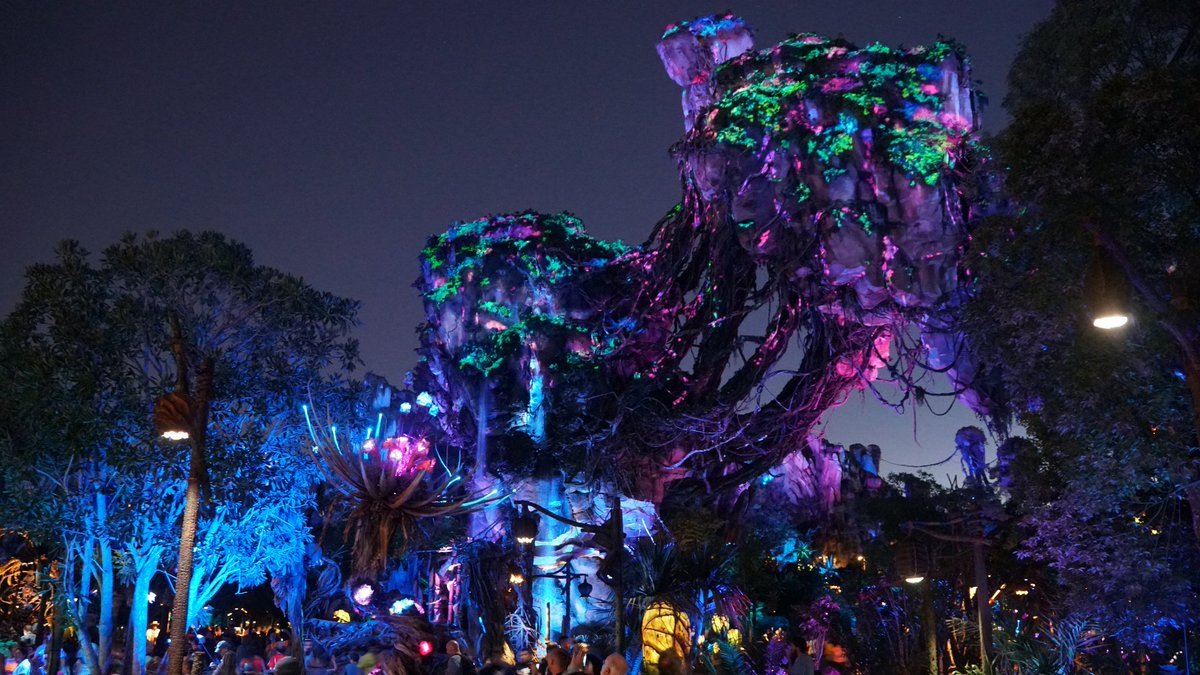
La bioluminescence de Pandora est une combinaison de lumière colorée, fibre optique et lumière noire.

La bioluminescence des espèces végétales est visible dans toute la zone,,. Vingt espèces de la flore de Pandora sont exclusives à Pandora: The World of Avatar. Le paysage est en fait composé de véritables plantes mélangées avec des sculptures imitant la flore de Pandora ; chaque plante extraterrestre possède son propre tableau de contrôle afin d'avoir l'illumination nécessaire pour reproduire la bioluminescence la nuit,. Une nouvelle technologie de capteurs de mouvement est développée par Disney Research pour permettre aux plantes de répondre aux interactions tactiles des visiteurs. Des enregistrements audio de la faune de Pandora ont également été conçus afin de créer une ambiance dans toute la zone.
Contrairement aux autres zones et attractions, c'est la première fois dans l'histoire des parcs Disney que les principaux attributs de Disney sont volontairement omis, cela afin de maintenir le thème lié à la nature dans Pandora: The World of Avatar. Les employés du parc jouent le rôle d'experts de l'ACE. La musique entendue dans la zone, inspirée de la bande originale du film composée par James Horner, a été arrangée par Simon Franglen (en).

## Attractions

### Na'vi River Journey
Dans l'attraction Na'vi River Journey (littéralement : « Voyage sur une rivière na'vi »), le visiteur monte à bord d'un bateau et voyage sur une rivière fictive appelée Kasvapan. Il y découvre la faune et la flore de Pandora.
Les décors contiennent notamment des audio-animatronics et des hologrammes en 3D. Lors de l'ouverture de l'attraction, l'un des personnages, la chamane na'vi, est considéré comme l'audio-animatronic le plus perfectionné de son temps.
Le personnage du chaman entonne une chanson en na'vi, que le créateur de la langue, Paul Frommer, a traduit en anglais sur son blog.

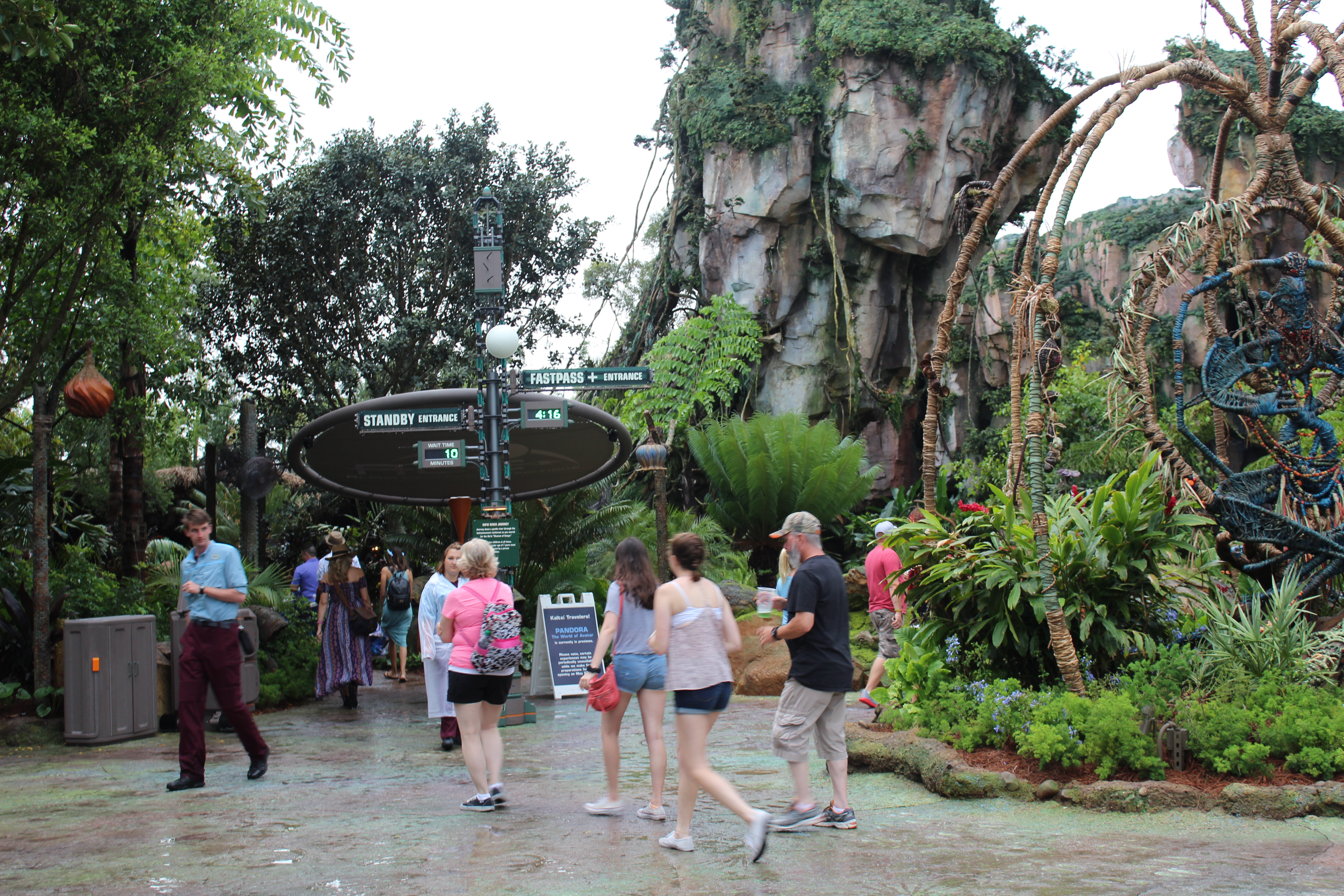
L'entrée de l'attraction.
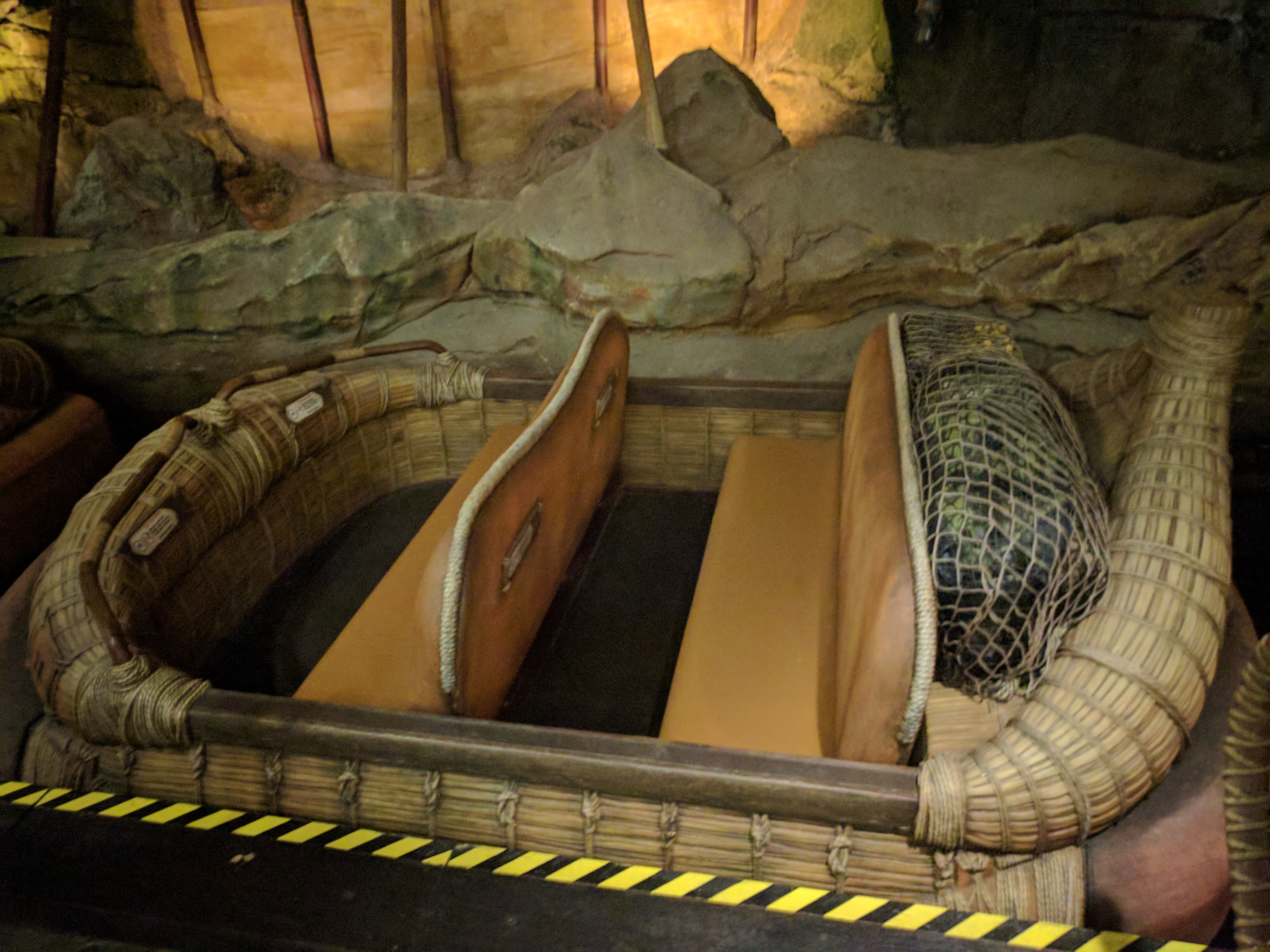
L'une des embarcations.
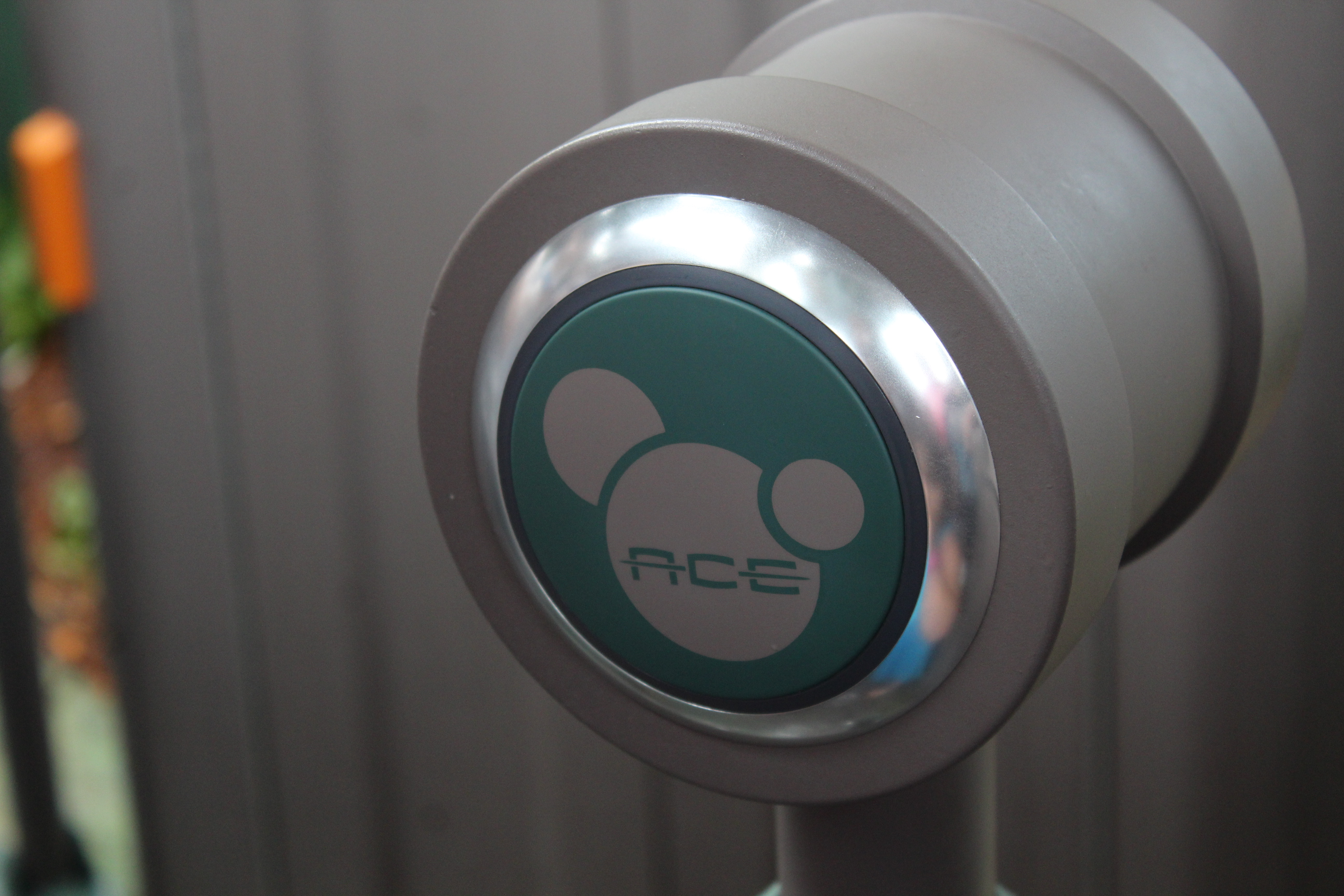
Logo d'Alpha Centauri Expeditions dans l'attraction.

### Avatar Flight of Passage
L'attraction Avatar Flight of Passage (littéralement : « Vol de passage d'un avatar ») place le visiteur dans une simulation de vol sur le dos d'un banshee à travers les paysages de l'exolune Pandora.
Dans le scénario de l'attraction, humains et Na'vi cherchent à restaurer le niveau naturel de la population de banshees. Pour cela, Alpha Centauri Expeditions (ACE) a réactivé le programme Avatar afin de conduire les recherches, et invite le visiteur à voler avec un banshee d'une tribu na'vi.
Installé dans les restes d'une installation de la Resources Development Administration (RDA), le visiteur avance dans un laboratoire d'Alpha Centauri Expeditions, où il doit se connecter à son Avatar, puis voler avec son banshee dans la Vallée de Mo'ara.
La société Weta Digital s'est occupée de réaliser la projection visible durant l'attraction.

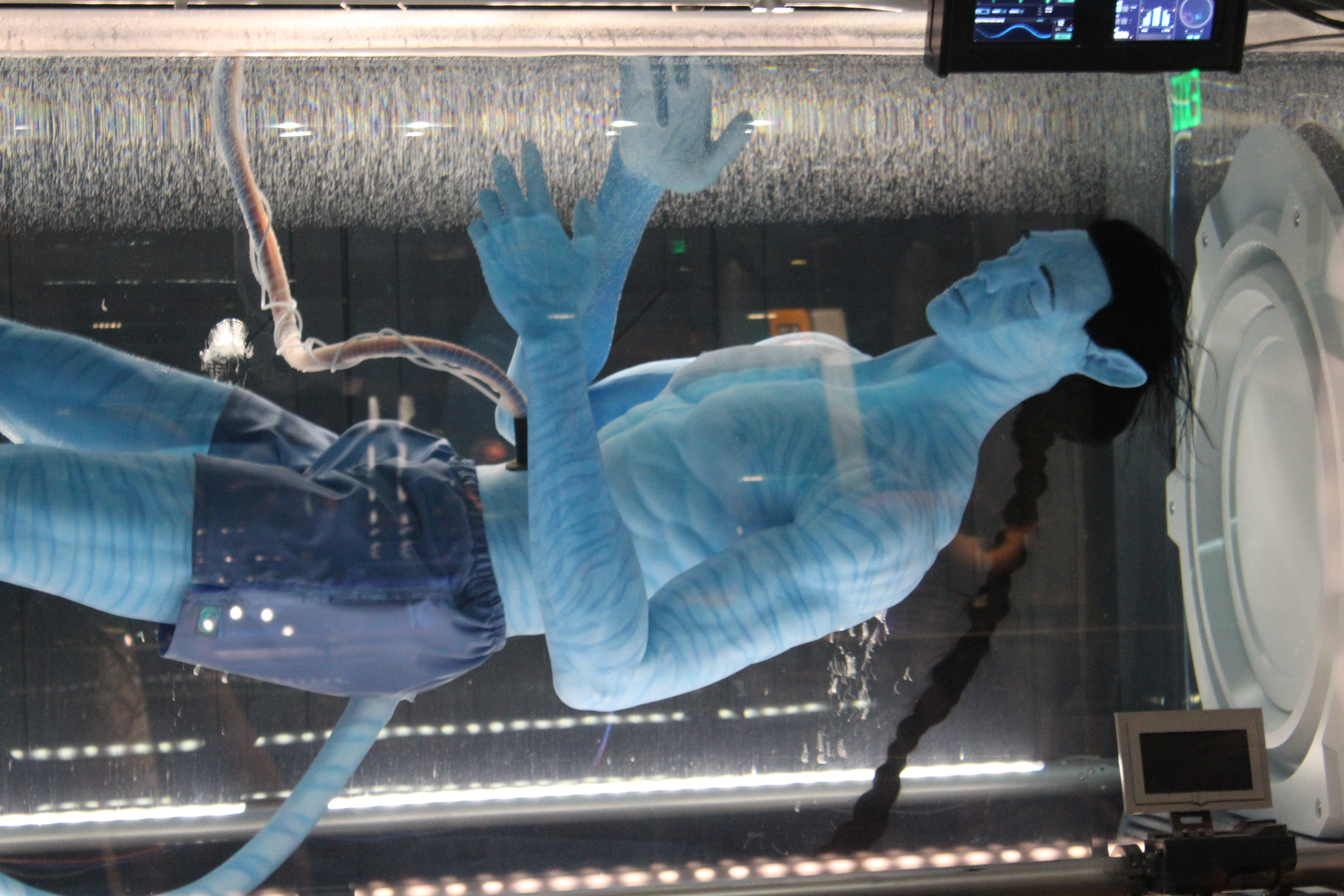
Un avatar visible dans la file d'attente de l'attraction.
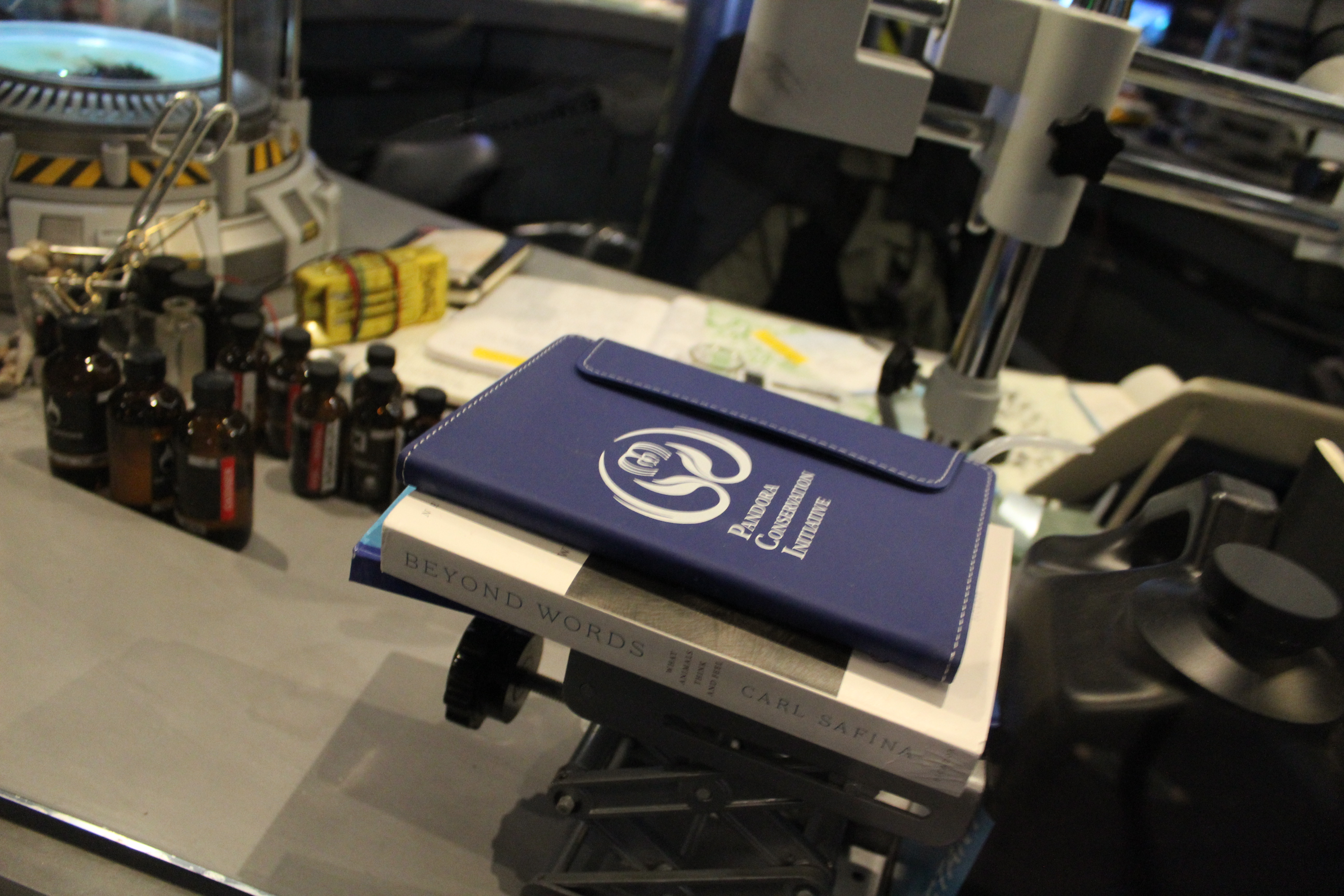
Une pile de livres dans le laboratoire visible dans la file d'attente.
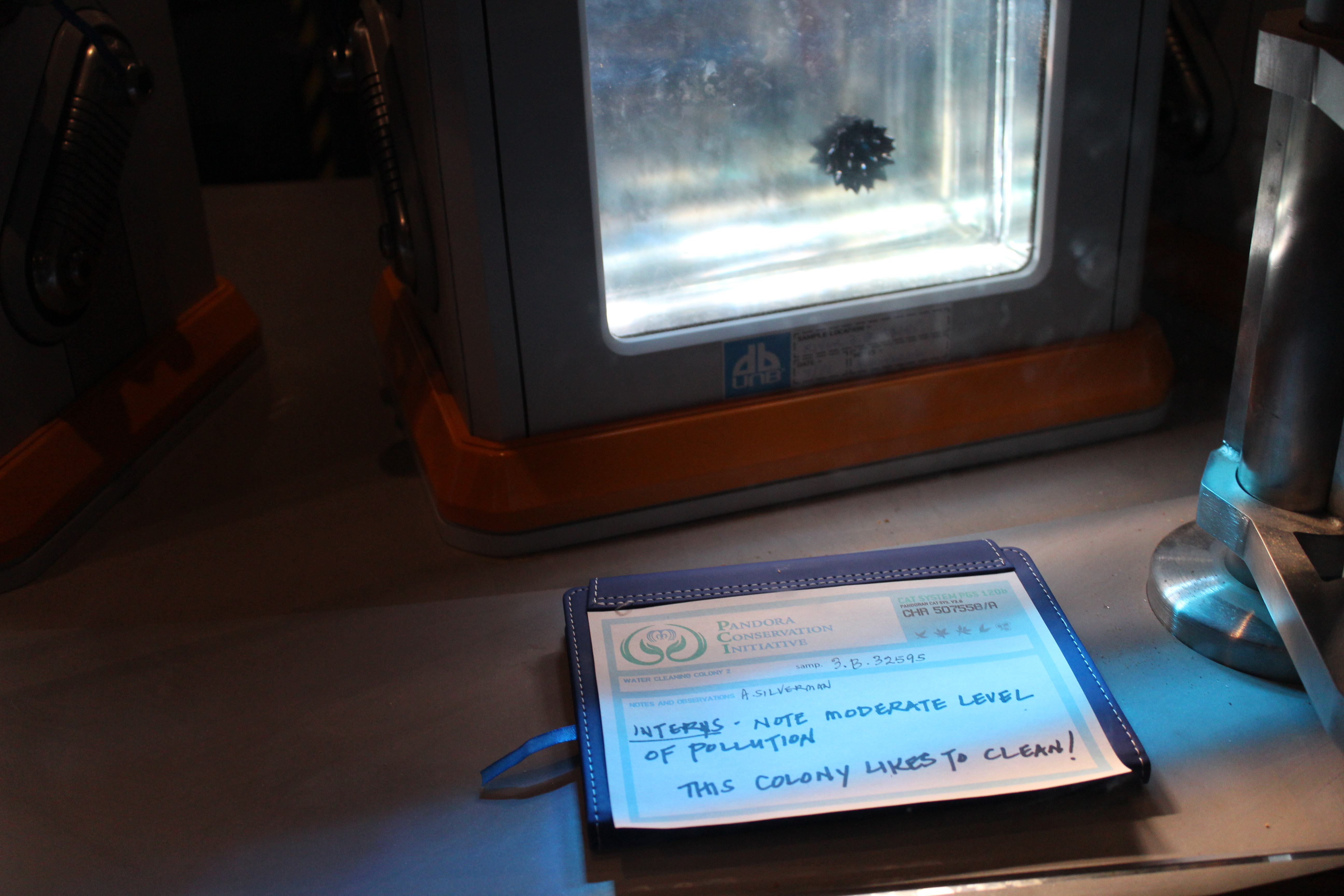
Note laissée par un chercheur de la Pandora Conservation Initiative.